# Гатчинський палац (яйце Фаберже)
Великоднє яйце «Гатчинський палац» — ювелірний виріб фірми Карла Фаберже, виготовлений на замовлення російського імператора Миколи II у 1901 році як традиційний подарунок на Великдень для матері імператора Марії Федорівни. Є одним із серії імператорських великодніх яєць, виготовлених Фаберже протягом 1885—1917 років.

## Дизайн
Золота гільйошована поверхня яйця покрита емаллю молочного кольору і ділиться смужками перлів на дванадцять панелей, які декоровані витонченим візерунком із гірлянд, бантів, кошиків з квітами та інших класичних мотивів. Два великих плоских діаманти встановлені на обох кінцях яйця. Ймовірно, під ними були нанесені рік і монограма імператриці Марії Федорівни, які пізніше були видалені.

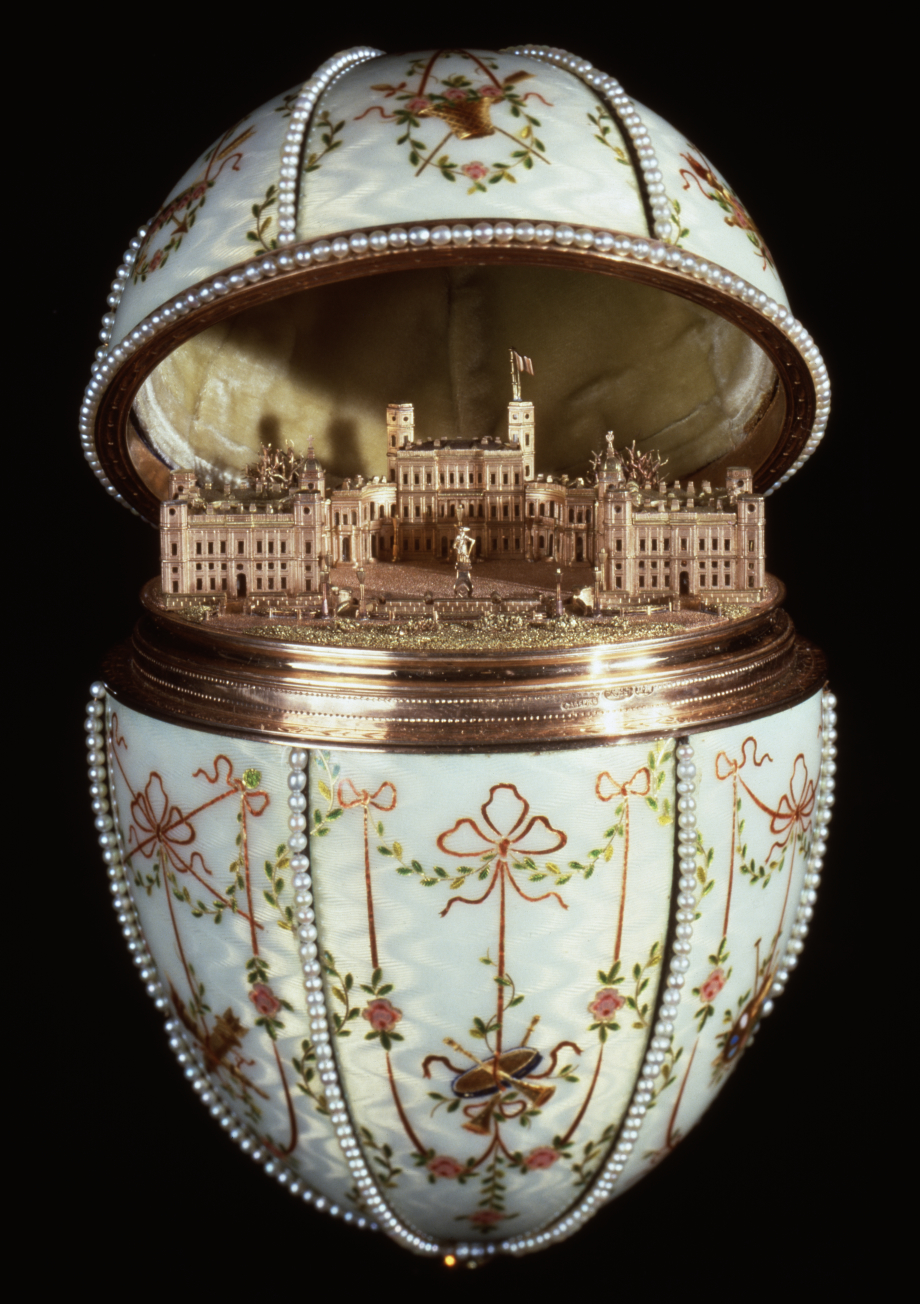
Всередині яйця — мініатюрна модель Гатчинського палацу

### Сюрприз
Всередині яйця закріплена мініатюрна модель Гатчинського палацу, основної резиденції Марії Федорівни за межами Петербургу. Модель виготовлена із золота чотирьох кольорів майстром Михайлом Перхіним. Деталі палацу виконані неймовірно ретельно — можна розгледіти гармати, прапор, статую Петра I і елементи пейзажу, в тому числі дерева та квітники.

## Історія
Продовжуючи традицію, започатковану батьком Олександром III, імператор Микола II щороку замовляв у Фаберже два ювелірних великодніх яйця як вишукані подарунки на Великдень для дружини і матері. Великоднє яйце «Гатчинський палац» було виготовлене для матері імператора, Марії Федорівни, і подароване 1 квітня 1901 року. Його вартість становила 5,000 рублів.
Яйце зберігалось в Анічковому палаці до 1917 року. Після революції невідомим чином потрапило до Олександра Половцева, російського емігранта в Парижі. У 1930 році його придбав Генрі Волтерс з Балтимору (Меріленд, США), а у 1931 році воно за заповітом перейшло у власність Художнього музею Волтерсів. З 1952 року перебуває в постійній експозиції музею.